# Catherine Pellen
Pour les articles homonymes, voir Pellen (homonymie).
Catherine Pellen, née le 4 décembre 1956 à Paris, est une archère française.

## Palmarès

### Tir à l'arc aux Jeux olympiques
- 1988, à Séoul,  Corée du Sud
  - 14e en individuel
  - 8e en équipe

### Championnats du monde
- Championnat FITA 1989, 1997, 1999
  -  Médaille d'or en individuel en 1999, à Riom,  France
  -  Médaille d'or par équipes en 2001, à Pékin,  Chine
  -  Médaille d'argent en individuel en 1997, à Victoria,  Canada
  -  Médaille de bronze par équipes en 1997, à Victoria,  Canada

- Championnat campagne 1986, 1988, 1990, 1992, 1994, 1996, 1998, 2000
  -  Médaille d'or en 1998
  -  Médaille d'or en 2002
  -  Médaille d'argent en 1988
  -  Médaille d'argent en 1992

- Championnat du Monde salle 1993-1999-2000
  -  Médaille d'or en 1999, à La Havane,  Cuba
  -  Médaille d'argent en 1997, et 2001, à Florence,  Italie

### Jeux mondiaux
- Jeux mondiaux de 1989
  -  Médaille d'or en individuel

- Jeux mondiaux de 1993
  -  Médaille d'argent en individuel

### Championnats d'Europe
- Championnat d'Europe salle 
  -  Médaille d'or en 2000
  -  Médaille d'or par équipes en 1998 et 2000
- Championnat d'Europe 
  -  Médaille de bronze en 1988 et en 2002
  -  Médaille d'Or par équipes en 1998
  -  Médaille de bronze par équipes en 2002

### Championnats de France
- Campagne :
  -  classique : 1987, 1988, 1989, 1990, 1991, 1993
  -  poulies : 1995, 1998
- Salle :
  -  classique : 1988, 1989, 1995

## Distinction
- Médaille d'or de la jeunesse et des sports (1987)[1]